# 검은둥근잎박쥐
검은둥근잎박쥐(Hipposideros ater)는 잎코박쥐과에 속하는 박쥐의 일종이다. 인도와 스리랑카부터 필리핀, 뉴기니, 오스트레일리아 북부까지 지역에서 발견된다. 이색둥근잎박쥐 분류군에 속하며, 이전에는 같은 종으로 분류했다. 종소명 "아테르"(ater)는 "검다"라는 의미의 라틴어에서 유래했다.

## 서식지 및 습성
필리핀의 검은둥근잎박쥐는 해수면부터 해발 최대 1200m 사이의 우림에서 발견된다. 숲과 농경지 모두의 동굴에서 서식한다. 오스트레일리아에서는 망그로브 숲과 우림 뿐만아니라 앞이 트인 건조 지역에서도 산다. 대부분의 박쥐와 마찬가지로 검은둥근잎박쥐는 밤에 활동적이다. 오스트레일리아서 낮 동안 둥굴과 광산 때로는 나무 구멍 속, 오히려 어둡고 따뜻하며 습한 장소에서 잠을 잔다. 먹이는 작고 날아다니는 곤충이다. 느리게 비행하지만, 기동성이 있다. 짝짓기철은 4월이다. 10월과 12월 사이에 새끼를 낳고, 1월에 젖을 뗀다.

## 분포
오스트레일리아에서 검은둥근잎박쥐는 웨스턴오스트레일리아주 극북 지역(킴벌리)과 노던 준주 북부 반쪽, 케이프요크반도와 주변 지역(퀸즐랜드주)에서 산다. 알려진 분포 지역 외에 퀸즐랜드 주 중부 지역과 노던 준주 남부 지역에서 포획되기도 한다. 뉴기니 지역에서는 3곳에서만 포획되었고, 모두 파푸아뉴기니에 위치한다. 뉴기니의 암본섬과 아루 제도, 모로타이섬, 뉴브리튼섬, 뉴아일랜드섬, 우드라크섬에서 발견된다. 상기에 제도와 탈라우드 제도에서도 발견될 수 있다. 필리핀에서는 발라박섬과 보홀주, 카탄두아네스주, 레이테섬, 루손섬, 마린두케주, 마리피피, 민다나오섬, 네그로스섬, 팔라완주에서 발견된다.